# Сімейна угода
«Сімейна уго̃да» (фр. Pacte de Famille, ісп. Pacto de Familia) — одна з трьох подібних союзницьких угод між французькими та іспанськими Бурбонами.

## Перша Сімейна угода
Першу Сімейну угоду було підписано 7 листопада 1733 королями Філіпом V та Людовиком XV під назвою «Ескоріалської угоди».
Філіп V був онуком Людовиком XIV і став першим іспанським королем з династії Бурбонів в 1700, після того, як згасла династія іспанських Габсбургів. Після довгої війни його було визнано королем рештою європейських монархій у відповідності до Утрехтської угоди за умови, що королівства Іспанії та Франції ніколи не будуть об'єднані. На додаток до цього, іспанські володіння в Італії передавалися іншій гілці династії Габсбургів.
Людовик XV був небожем Філіпа. Він одружився з Марією Лещинською, донькою польського короля Станіслава. Внаслідок цього шлюбу Францію було втягнено у війну за польську спадщину в 1733.
Філіп V вирішив використати цей конфлікт для повернення втрачених в Італії територій для своїх синів. Іспанія стала союзником Франції. Завдяки близьким стосункам з Людовиком XV їхній альянс став відомим під назвою «Сімейна угода». Людовику не вдалося повернути польський трон Станіславу, проте Бурбони отримали Лотаринзьке герцогство (для Франції) та Неаполітанське і Сицилійське королівства (для Карла III, третього сина Філіпа, після завершення конфлікту.

## Друга Сімейна угода
Другу Сімейну угоду було укладено 25 жовтня 1743 між Філіпом V та Людовиком XV під назвою Угода Фонтенбло.
Цю угоду було підписана в розпалі Війни за австрійську спадщину, і більшу її частину було присвячено веденню цієї війни. Результатом угоди стало посилення іспанського впливу в Італії після того, як четвертий син Філіпа V, Філіп, став герцогом Парми в 1748.

## Третя сімейна угода
Третю Сімейну угоду було підписано 15 серпня 1761 між Карлом III та Людовиком XV під назвою Паризький договір.
Карл III був сином Філіпа V та, відповідно, двоюрідним братом Людовика. В цей час Франція вела війну проти Великої Британії. Альянс, укладений Карлом, повністю змінив політику його попередника, Фердинанда VI, який намагався утримати Іспанію від участі у війні. Угода також залучала іспанських союзників, Неаполітанське королівство та Велике герцогство Тосканське. Після вступу Іспанії у війну Британія окупувала Філіппіни та Кубу. Карл III повернув ці володіння в результаті Паризької мирної угоди в 1763, проте йому довелося передати Флориду Британії.